# Gawaan Dheere
Gawaan Dheere este un oraș din regiuena Mudug, Somalia.